# Ekocid
Ekocid je izraz koji označava naglu promjenu prirodnog okoliša na određenom području, te zajedno s njom vezano naglo izumiranje ili migraciju tamošnje flore i faune. Pod time podrazumijevaju procesi koji su posljedica ljudske aktivnosti, prije svega kroz katastrofalno zagađenje, pretjeranu uporabu prirodnih resursa ili namjerno uništavanje tijekom rata ili etničkog čišćenja.
Izraz je neologizam koji potiče od grčke riječi oikos ("kuća") i latinske riječi cedere,  a prvi put se počeo rabiti 1960-ih tijekom vijetnamskog rata. Tada su tijekom kontroverznae Operacije red hand američke snage rabile Agent Orange i druge defolijante s namjerom kemijskim sredstvima "očistiti" džunglu i tako oduzeti prirodni zaklon Vijetkongovim gerilcima.
Izraz je postepeno stekao veliku popularnost među ekološkim i drugim aktivistima, te se rabi u svrhu "senzibiliziranja" javnosti na probleme zaštite okoline, odnosno kritiziranje po okolinu štetnog djelovanja korporacija i država. 